# Pièce de 5 dinars algériens
La pièce de 5 dinars est l'une des divisions du dinar algérien en circulation de type mono-métallique. Son émission a été décidée par le conseil de la monnaie et du crédit en date du 21 octobre 1994.
Le 4 décembre 1964 la pièce de 5 DA avait un équivalent en billet banque, et dans la même année les billets de 5 nouveaux francs ont été retirés de la circulation.

## Description
Les pièces de 5 dinars sont formées d'un alliage à base d'acier inoxydable de couleur gris acier. Elles ont un diamètre de 24,50 mm, une épaisseur de 1,95 mm et une masse de 6,15 g.

## Revers
Le motif principal de cette pièce est un éléphant d'Afrique de l'époque numide orienté vers la droite. La partie supérieure de la pièce comporte un motif inspiré d'une mosaïque de la période numide formant un cercle presque complet et, sur la partie inférieure sous l'éléphant, il y a un double millésime hégirien et grégorien de l’année de frappe.

## Avers
le motif principal est le chiffre 5, d'un élément du mobilier funéraire du roi numide Massinissa entouré par un fil circulaire avec deux mentions en arabe : le nom de la Banque d'Algérie (en arabe : بنك الجزائر) et le nom de l'unité nationale (en arabe : دنانير) séparés horizontalement par deux étoiles.

## Séries
Les anciennes pièces de 5 dinars sont toujours en circulation avec les nouvelles pièces mais elles ont une autre taille de diamètre et d’épaisseur et une masse plus élevée que les nouvelles. Leur alliage est différent : les anciennes sont à base de cupronickel tandis que les nouvelles sont faites à partir d'acier inoxydable.

### 1984
L'avers de la pièce comporte le sigle officiel choisi pas la commission nationale chargée de la préparation des festivités du 30e anniversaire de l'indépendance national entouré par 30 étoiles, séparées horizontalement par un double millésime grégorien (1954 à droite 1984 à gauche).
Le revers comporte le chiffre 5, la valeur nominale et le mot dinar en lettres arabes avec une astérie de chaque côté du chiffre, le tout entouré de la mention "Banque centrale d’Algérie" et niveau inférieur une astérie sous le mot dinar.
| \| Pièce de 5 dinars de 1984 \|                               | \| Pièce de 5 dinars de 1984 \|                               | \| Pièce de 5 dinars de 1984 \| | \| Pièce de 5 dinars de 1984 \| | \| Pièce de 5 dinars de 1984 \| |
| ------------------------------------------------------------- | ------------------------------------------------------------- | --- | --- | ------------------------------- |
|                                                               |                                                               | | |                                 |
| Avers : Sigle officiel du 30e anniversaire de l'indépendance. | Avers : Sigle officiel du 30e anniversaire de l'indépendance. | Revers : Chiffres arabes, l'indication de la valeur nominale reprise sous le chiffre, en lettres arabes, le tout entouré de la mention Banque centrale d'Algérie. | Revers : Chiffres arabes, l'indication de la valeur nominale reprise sous le chiffre, en lettres arabes, le tout entouré de la mention Banque centrale d'Algérie. |                                 |
| Masse 12 g                                                    | Alliage Ni                                                    | Diamètre 31 mm | Épaisseur 1,5 mm |                                 |
| Artiste(s)                                                    | Artiste(s)                                                    | Tranche Cannelée | Tranche Cannelée |                                 |
| Millésimes 1954 - 1984                                        | Millésimes 1954 - 1984                                        | Plafond d'émission Cent millions de dinar 100 000 000 Da | Plafond d'émission Cent millions de dinar 100 000 000 Da |                                 |
| Pièce de 5 dinars de 1984                                     |                                                               | | |                                 |